# フェロニッケル

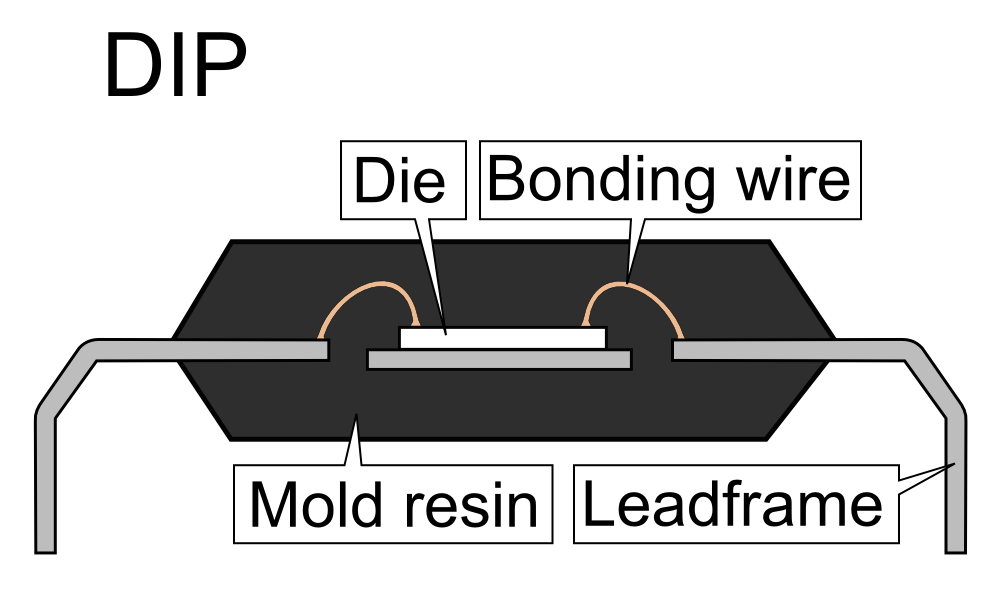
集積回路から突き出たリードフレーム部に使われている

フェロニッケル(英語：ferronickel)は、鉄合金（フェロアロイ）の一種で、鉄とニッケルの合金の事である。製品とされるものの構成比はニッケル20〜40%、鉄80〜60%とされる。その製品の7割がステンレス鋼の原料に使われる。

## ニッケル銑鉄
2000年代中期の中国では、低品位のニッケル鉱石から電気炉等によって製造されるニッケル含有銑鉄、通称「ニッケル銑鉄」（英語：Nickel pig iron、略称：NPI）を格安で増産し、ニッケル銑鉄は世界のニッケル需要の4分の1を賄うまでになった。このニッケル銑鉄はステンレス鋼を作る時に使用される純度の高いニッケルの安価な代替として利用されている。
ロータリーキルン電気炉(Rotary Kiln Electric Furnace)は、8〜15%のニッケルを含んだ高品位ニッケル銑鉄の効率的な生産が可能であることから、中国で盛んに導入されている。

## ニッケル銑鉄以外の合金例
| 合金名                                     | 主組成（wt%）      | 特長                                                          | 用途例                                         |
| ------------------------------------------ | ------------------ | ------------------------------------------------------------- | ---------------------------------------------- |
| マルエージング鋼                           | Fe-18〜30Ni(Co,Mo) | 強度・靱性などに優れる                                        | 航空宇宙・軍事分野に使われる特殊鋼、輸出規制品 |
| コバール （フェルニコ）                    | Fe-29Ni-17Co       | 室温付近での硬質ガラスの 熱膨張率と近似した性質               | 蒸着用マスク、集積回路リードフレーム材         |
| インバー （不変鋼）                        | Fe-36Ni            | 熱膨張しにくい                                                | 精密機器、センサー                             |
| エリンバー （恒弾性合金 または弾性不変鋼） | Fe-38Ni-12Cr       | 温度で弾性変化しにくい                                        | 時計やセンサーのぜんまいばね、ばねなど         |
| 42アロイ                                   | Fe-42Ni            | 室温付近での硬質ガラス、 アルミナ・セラミックの熱膨張率と近似 | 集積回路リードフレーム材                       |
| パーマロイ                                 | Fe-80Ni            | 透磁率が大きい                                                | 磁気センサ・継電器                             |

### その他
- テトラテーナイト：隕鉄に見られる鉄50%とニッケル50%からなる合金で、L1o型結晶構造により優れた保磁力と磁気異方性を持つ[7]。磁石として、モーターなどへの利用が見込まれる。

- インコネル：ニッケルをベースに鉄・ニオブ・クロムなど加えた合金
- 形状記憶合金：Fe-Ni-Co-Al、Ni-Fe-Gaの合金が、形状記憶特性を持つ。

## 規格
- ISO 6501 フェロニッケル - 仕様と引渡し条件
- JIS G 2316 フェロニッケル

## フェロニッケルスラグ
- フェロニッケルを製造する際に出た残留物で、鉱さい、スラグと呼ぶ。グリーンサンド（日向製錬所）、パムコサンド（大平洋金属）、ナスサンド（日本冶金工業）とも呼ばれる。

成分
- 二酸化ケイ素(53%)、酸化マグネシウム(28.8%)、酸化鉄(9.1%)、酸化カルシウム(4.8%)である[8]。徐冷・急冷のいずれの場合にも主な鉱物組成は安定した結晶構造である[9]。

利用
- フェロニッケルスラグには、コンクリート用スラグ骨材（JIS A5011-2）としてのJIS製品の他、必要が無いなどの理由でJIS規格が制定されていない製品もある[10][9][11]。
- コンクリート用スラグ骨材[12][13]、ブラスト処理用非金属系研削材[14]などに活用されている。

ブラスト材として販売する場合、使用後廃棄物処理法を遵守し処理されることを確認しなければならない。
- 宮崎県日向市の山間部（西川内地区、東郷町山陰地区等）の埋立材料に使用されている。
- 5-0.3mmの粒度範囲より微粉末のフェロニッケルスラグは、多くの場合、使い道がなくストックされているのが現状である[16]。

安全性
- ミンダナオ州立大学イリガン技術研究所の研究者らが、フィリピン イリガン市の工場から出るフェロニッケルスラグをアメリカ合衆国環境保護庁の定める合成降水浸出手順・ 毒性指標浸出法で測定したが、環境保護庁の定める基準値を超える結果は検出されなかった[17]。
- 2012年（平成24年）日向市民が、宮崎県日向市大字富高字山下2003番地のグリーンサンド造成地の沈砂地において採取したと主張する排水の水質が、環境基準を大幅に超過しているとして日向市役所に計量証明書を提出した [注釈 1][18][19]。これを受け、平成24年10月に宮崎県日向市の「グリーンサンド」で土地造成された西川内地区周辺水域の水質検査を行ったが、「水質汚濁に係る環境基準」（人の健康の保護及び生活環境の保全の上で維持されることが望ましい基準)の基準値を超えるものは見られなかった。平成26年8月にも同様の調査が行われたが、基準値を超える結果は検出されていない[20]。
- 国土交通省の資料では、フェロニッケルスラグの有害物質の溶出について、各事業所が実施した溶出試験結果から、有害物質は検出されないか、検出されても環境基準以下の値となっている。なお、フェロニッケルスラグの使用に際しては有害物質の溶出について使用を予定している事業所に詳細を確認し、必要に応じて試験を行うことが望ましいとしている[9]。

### 非鉄スラグ製品の製造・販売管理ガイドライン
日本鉱業協会では、「非鉄スラグ製品の製造・販売管理ガイドライン」を2016年 2月25日に改正して公開した。
これには、フェロニッケル   スラグ  を取り扱うことができる事業者名が明記された。